# Palm Springs (pel·lícula)
Palm Springs és una pel·lícula estatunidenca de comèdia romàntica de ciència-ficció del 2020 dirigida per Max Barbakow (en el seu debut com a director), a partir d'un guió d'Andy Siara. És protagonitzada per Andy Samberg (que també va coproduir la pel·lícula), per Cristin Milioti i per J. K. Simmons, i segueix dos desconeguts que es troben en un casament a Palm Springs només per quedar atrapats en un bucle temporal. S'ha doblat i subtitulat al català. Es pot veure a Filmin.cat.
Palm Springs es va estrenar al Festival de Cinema de Sundance el 26 de gener de 2020 i es va estrenar simultàniament a Hulu i a una selecció de sales de cinema el 10 de juliol de 2020. La pel·lícula va ser elogiada per les interpretacions del repartiment i el seu ús del concepte. A la 78a edició dels Globus d'Or, va obtenir dues nominacions: millor pel·lícula musical o comèdia i millor actor musical o còmic per a Samberg. Entre altres guardons, va guanyar el de la millor comèdia als 26ns Premis de la Crítica Cinematogràfica.